# Hanimex Pencil II
Hanimex PENCIL II (PENCIL II) је кућни рачунар, производ фирме Hanimex који је почео да се израђује у Аустралији током 1984. године.
Користио је Zilog Z80 A као централни микропроцесор а RAM меморија рачунара PENCIL II је имала капацитет од 18 kb (до 80 kb). 
Као оперативни систем кориштен је CP/M са опционим диск јединицама.

## Детаљни подаци
Детаљнији подаци о рачунару PENCIL II су дати у табели испод.
|                       |                                                                              |
| [ 1 ]                 |                                                                              |
| Произвођач            |                                                                              |
| Тип                   | кућни рачунар                                                                |
| Меморија              | 18 (до 80 )                                                                  |
| Поријекло             | Аустралија                                                                   |
| Година                | 1984                                                                         |
| Тастатура             | Chicklet тастатура са 6 функцијских тастера, 4 тастера смјера и reset тастер |
| Процесор              |                                                                              |
| Фреквенција процесора | непознато                                                                    |
| RAM                   | 18 (до 80 )                                                                  |
| ROM                   | 20                                                                           |
| Текст                 | 30 x 24                                                                      |
| Графика               | 256 x 192                                                                    |
| Боја                  | 16                                                                           |
| Звук                  | 3 канала, 5 октава и 1 генератор шума                                        |
| Димензије             | 37 x 22 x 7,5 / 1,5kg                                                        |
| Портови               |                                                                              |
| Оперативни систем     | са опционим диск јединицама                                                  |